# آلفرد مارشال
آلفرد مارشال (۲۶ ژوئیه ۱۸۴۲ - ۱۳ ژوئیه ۱۹۲۴) اقتصاددان برجسته قرن نوزدهم بود. کتاب «اصول اقتصاد» او، سال‌ها در انگلستان تدریس می‌شد. مارشال، پایه‌گذار مکتب کمبریج و مهم‌ترین نماینده صلاحیت‌دار مکتب لیبرال است.

## زندگی
آلفرد مارشال در سال ۱۸۴۲ در منطقه کارگرنشین برموندسی شهر لندن به دنیا آمد. پدرش کارمند بانک و مادرش دختر یک قصاب بود. او با کمک مالی عموی خود وارد دانشگاه کمبریج شد و به مطالعه ریاضیات، فلسفه و اقتصاد سیاسی پرداخت. مارشال تصمیم گرفت اقتصاد را به عنوان تخصص اصلی خود برگزیند. یکی از مهم‌ترین دلایل این تصمیم، گذر او از محله‌های فقیرنشین در بسیاری از شهرها و مشاهده فلاکت و بدبختی افراد فقیر بود.
وی پس از دریافت مدرک خود در علوم اخلاقی از دانشگاه کمبریج (در آن زمان رشته اقتصاد در دانشگاه کمبریج وجود نداشت)، به مدت نه سال در یکی از کالج‌های کمبریج به تدریس پرداخت. سپس مدت کوتاهی در برخی از کالج‌های دانشگاه آکسفورد تدریس کرد. وی در سال ۱۸۸۵ به کمبریج بازگشت و برای نخستین بار دانشکده اقتصاد را تأسیس نمود و تا زمان بازنشستگی خود در سال ۱۹۰۸ در آنجا به تدریس ادامه داد. .

## اندیشه‌ها
مارشال تحت تأثیر فضای علمی فیزیک نیوتونی، دنبال علمی جلوه دادن و جهان‌شمول نشان دادن نظریه‌های اقتصادی بود. او ایده عدالت‌خواهی و توزیع عادلانه را بر اساس اخلاق مسیحیت و عقاید مطلوبیت‌گرایان به پیش می‌برد. او از عشّاق ریکاردو و استوارت میل بود، همانند استوارت میل به‌نوعی اقتصاد لسفر متعادل‌شده عقیده داشت، برعکس والراس مسائل اجتماعی و سیاسی را از نظریه اقتصادی جدا نمی‌دانست و از دخالت دولت برای مبارزه با بی‌نظمی‌ها و بهبود امور اجتماعی حمایت می‌کرد.
آلفرد مارشال زمانی وارد محفل اقتصادی جهان شد که مکتب کلاسیک از نظر اهمیت اصول نظری به حداقل نفوذ خود رسیده بود. از یک سو انتقاد مارکس از سیستم اقتصادی کلاسیک و تجدیدنظر او از نظریه ارزش مبادله ریکاردو و از طرف دیگر چهره تابنده مکتب تاریخی در آلمان به عنوان دو جنبش فکری معارض مکتب کلاسیک تلقی می‌شد. آن زمان با وجود اینکه انقلاب نهاییون تحت تعالیم جونز در انگلستان معرفی شده بود، ولی از آنجا که این انقلاب با افکار اسمیت و ریکاردو در تعارض بود با استقبال چندانی روبه رو نشد. مارشال با انتشار کتاب اصول علم اقتصاد در سال ۱۸۹۰ میلادی به عنوان برجسته‌ترین عضو مکتب نئوکلاسیک توانست اصول نهاییون را جانشین اندیشه‌های کلاسیک کند. توفیق مارشال در این مورد به دو دلیل بود: اول توانست نظریه ارزش مبادله ریکاردو را با نظریه ارزش مبادله جونز تلفیق کند. دوم با انتصاب وی در سال ۱۸۸۵ میلادی به عنوان استاد اقتصاد در دانشگاه کمبریج انگلستان، این دانشگاه در پرتوی تعالیم او بزرگترین مرکز مطالعات اقتصادی کشورهای انگلیسی زبان شناخته شد.
بسیاری از مفاهیم و مدل‌های تحلیلی ارائه شده توسط مارشال هنوز هم به عنوان پایه و اساس آموزش اقتصاد خرد به‌ویژه برای سال‌های نخست ورود به دانشگاه مورد استفاده قرار می‌گیرند.

## آثار

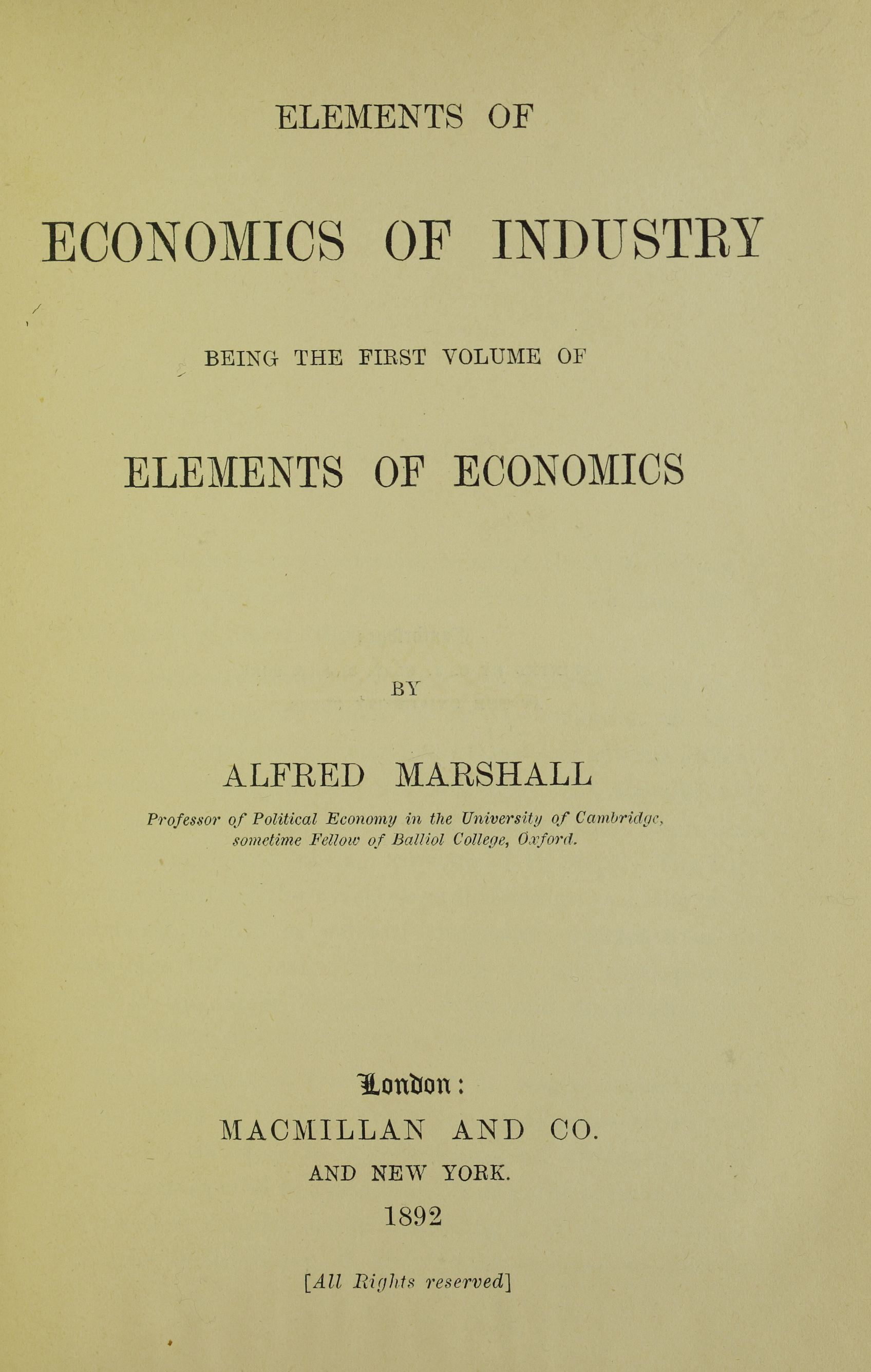
Elements of economics of industry, 1892

مارشال کتاب «اصول علم اقتصاد» (Principles of Economics) را در سال ۱۸۹۰ منتشر کرد. او در حاشیه این کتاب، از ریاضیات در اقتصاد استفاده کرد. مطالب این کتاب، به‌قدری منظم و دقیق تدوین شده که گویی مانند قواعد ریاضی چیده شده‌است. اهمیت آن به‌حدی بود که جایگزین اصول اقتصاد سیاسی استوارت میل در مراکز آموزشی شد.
از دیگر آثار او می‌توان اینها را نام برد:
The Pure Theory of Foreign Trade: The Pure Theory of Domestic Values
The Economics of Industry (with Mary Paley Marshall)
Industry and Trade